# Политика Европейского союза
Европейский союз является уникальным образованием, обладающим элементами межгосударственности, надгосударственности и многопартийной парламентской демократии. Такие вопросы, как внешнеполитические дела, в настоящее время решаются совместно государствами-членами.

## Правительство
В соответствии с Маастрихским договором о Европейском союзе, который вступил в силу с 1 ноября 1993 г., политически, союз был разделён на три опоры: Европейское сообщество, которое является наднациональным элементом и два межправительственных элемента — Общая внешняя политика и политика в области безопасности (ОВПБ, ЕПБО), и Общая политика в области внутренних дел и правосудия.
Полномочия, предоставленные Союзу, подпадают под один из этих компонентов. Более чувствительные районы объединены в первую очередь межправительственными опорами. Союз редко имеет исключительный контроль над районом, даже в опоре сообщества. (Более подробную информацию о полномочиях, см.: Три опоры ЕС)

### Подразделения
В Союз входят двадцать семь государств-членов. Расширение Европейского союза является очень важным политическим вопросом, с обсуждением того, до каких размером он может быть расширен. В то время как некоторые видят его в качестве основного политического инструмента содействия развитию, другие опасаются излишнего расширения Союза.
Некоторые государства находятся за пределами некоторых частей Европейского союза, например Экономический и валютный союз включает всего лишь 17 из 27 членов, а Шенгенское соглашение распространяется всего на 21 государство. Однако большинство из них находятся в процессе присоединения к этим блокам. Ряд стран, не входящих в союз участвует в ряде мероприятий ЕС, такие как Еврозона, Шенген, единого рынка или обороны. Хотя некоторые страны, например страны Европейской экономической зоны, имеют высокую степень интеграции, но они не имеют представительств в органах власти ЕС.

### Институты
Основными институтами Европейского союза являются: Европейская комиссия, Европейский совет, Совет Европейского союза (Совет) и Европейский парламент. Первые два являются органами исполнительной власти;
Комиссия, осуществляющая контроль за агентствами, предлагает законопроекты, а также обеспечивает соблюдение закона. Она состоит из еврокомиссаров, по одному от каждого государства-члена. Каждый комиссар получает портфель Генерального директората (ГД). В упрощенных терминах можно сравнить роли президента, уполномоченных и ГД как союз премьер-министра, министров и министерств. Однако, существуют значительные различия в полномочиях.
Европейский Совет не имеет законодательных полномочий, однако он состоит из глав государств глав правительств от государств-членов и, следовательно, имеет свои собственные полномочия, которыми не располагают другие институты союза. Этот орган также назначает Председателя Комиссии (по принципу парламентских выборов), а также Высокого представителя по общей внешней политике и политике безопасности. В упрощенных терминах значимость совета можно сопоставлять с положением главы государства.
Совет и Парламент образуют законодательную власть Союза. Совет состоит из министров, в то время как национальный парламент избирается напрямую. В зависимости от региона, некоторые находятся под большим контролем со стороны национальных министров. В большинстве случаев, когда речь идёт о вопросах в рамках Европейского сообщества, обе палаты имеют равные полномочия передавать, изменить или отклонить законопроекты.

### Договоры и законодательство
Союз базируется на договорах; они формируют конституционные права, институты власти и т. д. Было подписано множество договоров, каждый последующий дополнял предыдущий, передавая больше полномочий Союзу и сообществу в целом.
| Подписан Вступил в силу Документ | 1948 Брюссельский пакт                                          | 1951 1952 Парижский договор                           | 1954 1955 Парижские соглашения                        | 1957 1958 Римские договоры                            | 1965 1967 Договор слияния                             | 1975 неприменимо Решение Европейского совета | 1986 1987 Единый европейский акт   | 1992 1993 Маастрихтский договор | 1992 1993 Маастрихтский договор | 1997 1999 Амстердамский договор | 2001 2003 Ниццкий договор | 2007 2009 Лиссабонский договор | 2007 2009 Лиссабонский договор |  |  |  |  |  |  |  |  |
|                                  |                                                                 |                                                       |                                                       |                                                       |                                                       |                                              |                                    |                                 |                                 |                                 |                           |                                |                                |  |  |  |  |  |  |  |  |
| Три опоры Европейского союза:    |                                                                 |                                                       |                                                       |                                                       |                                                       |                                              |                                    |                                 |                                 |                                 |                           |                                |                                |  |  |  |  |  |  |  |  |
| Европейские сообщества:          |                                                                 |                                                       |                                                       |                                                       |                                                       |                                              |                                    |                                 |                                 |                                 |                           |                                |                                |  |  |  |  |  |  |  |  |
|                                  | Европейское сообщество по атомной энергии (Евратом)             |                                                       |                                                       |                                                       |                                                       |                                              |                                    |                                 |                                 |                                 |                           |                                |                                |  |  |  |  |  |  |  |  |
|                                  |                                                                 |                                                       | Европейское объединение угля и стали (ЕОУС)           | Европейское объединение угля и стали (ЕОУС)           | Европейское объединение угля и стали (ЕОУС)           | Срок действия истёк в 2002-м                 | Срок действия истёк в 2002-м       | Срок действия истёк в 2002-м    |                                 | Европейский союз (ЕС)           | Европейский союз (ЕС)     |                                |                                |  |  |  |  |  |  |  |  |
|                                  |                                                                 |                                                       | Европейское экономическое сообщество (ЕЭС)            | Европейское экономическое сообщество (ЕЭС)            | Европейское экономическое сообщество (ЕЭС)            |                                              |                                    | Европейское сообщество (ЕС)     | Европейское сообщество (ЕС)     | Европейский союз (ЕС)           | Европейский союз (ЕС)     |                                |                                |  |  |  |  |  |  |  |  |
|                                  |                                                                 | TREVI                                                 | TREVI                                                 | Правосудие и внутренние дела (ПВД)                    |                                                       |                                              |                                    | Европейское сообщество (ЕС)     | Европейское сообщество (ЕС)     | Европейский союз (ЕС)           | Европейский союз (ЕС)     |                                |                                |  |  |  |  |  |  |  |  |
|                                  | Полицейское и судебное сотрудничество по уголовным делам (ПССУ) | TREVI                                                 | TREVI                                                 | Правосудие и внутренние дела (ПВД)                    |                                                       |                                              |                                    |                                 |                                 | Европейский союз (ЕС)           | Европейский союз (ЕС)     |                                |                                |  |  |  |  |  |  |  |  |
|                                  | Европейское политическое сотрудничество (ЕПС)                   | Общая внешняя политика и политика безопасности (ОВПБ) | Общая внешняя политика и политика безопасности (ОВПБ) | Общая внешняя политика и политика безопасности (ОВПБ) | Общая внешняя политика и политика безопасности (ОВПБ) |                                              |                                    |                                 |                                 | Европейский союз (ЕС)           | Европейский союз (ЕС)     |                                |                                |  |  |  |  |  |  |  |  |
| Западный союз (ЗС)               | Западный союз (ЗС)                                              | Западноевропейский союз (ЗЕС)                         | Западноевропейский союз (ЗЕС)                         | Западноевропейский союз (ЗЕС)                         | Западноевропейский союз (ЗЕС)                         | Западноевропейский союз (ЗЕС)                |                                    |                                 |                                 |                                 | Европейский союз (ЕС)     |                                |                                |  |  |  |  |  |  |  |  |
| Западный союз (ЗС)               | Западный союз (ЗС)                                              | Западноевропейский союз (ЗЕС)                         | Западноевропейский союз (ЗЕС)                         | Западноевропейский союз (ЗЕС)                         | Западноевропейский союз (ЗЕС)                         | Западноевропейский союз (ЗЕС)                | Прекращение деятельности к 2011-му |                                 |                                 |                                 |                           |                                |                                |  |  |  |  |  |  |  |  |
|                                  |                                                                 |                                                       |                                                       |                                                       |                                                       |                                              |                                    |                                 |                                 |                                 | п о р                     |                                |                                |  |  |  |  |  |  |  |  |

Законы изданные Союзом заменяют те, которые приняли национальные правительства. Существуют три формы обязательных законодательных актов Союза которые могут быть принята: постановление, которое является непосредственно действующим законом; директива, которая обязывает государство-член в указанный срок принять меры, направленные на достижение определённых в ней целей и решение, которое применяется только к тому или иному вопросу.
Принимая законы, институты используют многочисленные законодательные процедуры; в зависимости от того, как используется, баланс власти между Советом и парламентом. Наиболее распространенной является Процедура совместного принятия решения, которая даёт равные для обоих институтов.
| Исключительная компетенция: |

| «Союз располагает исключительной компетенцией в законодательствовании и по заключению международных соглашений, когда это предусмотрено в законодательных актах Союза». |
| - таможенный союз - установление правил конкуренции - денежная политика - сохранение морских биологических ресурсов - общая торговая политика                           |

| Совместная компетенция: |

| «Государства-члены осуществляют свою компетенцию в той мере, в какой Союз не воспользовался своей компетенцией». | «Союз располагает компетенцией при условии, что осуществление данной компетенции не будет препятствовать государствам-членам осуществлять свою собственную компетенцию». |
| - внутренний рынок - социальная политика применительно к аспектам, определенным в настоящем Договоре - экономическое, социальное и территориальное сплочение - сельское хозяйство и рыболовство, за исключением сохранения морских биологических ресурсов - окружающая среда - защита потребителей - транспорт - трансъевропейские сети - энергетика - пространство свободы, безопасности и правосудия - общие проблемы безопасности в сфере здравоохранения применительно к аспектам, определенным в настоящем Договоре | - научные исследования, технологическое развитие и космос - поддержка развития и гуманитарная помощь                                                                     |
| - внутренний рынок - социальная политика применительно к аспектам, определенным в настоящем Договоре - экономическое, социальное и территориальное сплочение - сельское хозяйство и рыболовство, за исключением сохранения морских биологических ресурсов - окружающая среда - защита потребителей - транспорт - трансъевропейские сети - энергетика - пространство свободы, безопасности и правосудия - общие проблемы безопасности в сфере здравоохранения применительно к аспектам, определенным в настоящем Договоре | «Союз определяет условия, по которым государства-члены координируют свою политику».                                                                                      |
| - внутренний рынок - социальная политика применительно к аспектам, определенным в настоящем Договоре - экономическое, социальное и территориальное сплочение - сельское хозяйство и рыболовство, за исключением сохранения морских биологических ресурсов - окружающая среда - защита потребителей - транспорт - трансъевропейские сети - энергетика - пространство свободы, безопасности и правосудия - общие проблемы безопасности в сфере здравоохранения применительно к аспектам, определенным в настоящем Договоре | - экономическая политика и политика занятости - общая внешняя политика и политика безопасности, общая оборонная политика                                                 |

| Вспомогательная компетенция: |

| «Союз располагает компетенцией осуществлять деятельность, направленную на поддержку, координацию или дополнение деятельности государств-членов, не подменяя при этом их компетенцию в данных сферах». |
| - охрана и улучшение здоровья людей - промышленность - культура - туризм - образование, профессиональное обучение, молодежь и спорт - гражданская оборона - административное сотрудничество           |
| п о р |

## Выборы
Выборы проводятся в странах государствах-членах в соответствии с собственными правилами. Избранные главы государств и правительств формируют Европейский совет, национальные министры образуют Совет Европейского союза. Европейский парламент является единственным непосредственно избираемым институтом Европейского союза. Выборы проводятся каждые 5 лет на основе всеобщего избирательного права граждан ЕС в соответствии с национальными ограничениями (например, возраст и наличие судимости). Пропорциональная избирательная система используется во всех парламентских избирательных округах.
Первые такие выборы прошли в EC-9 в 1979 году. Последующие представлены ниже;
| - ЕС 12 в 1989 - ЕС 12 в 1994 - ЕС 15 в 1999 - ЕС 25 в 2004 - ЕС 27 в 2009 - ЕС 28 в 2014 - ЕС 28 в 2019 Стоит отметить, что явка избирателей планомерно снижалась на всех выборах, начиная с первых. В 2009 году, общая явка была только 43 %, по сравнению с 45,5 % в 2004 году. В Великобритании на выборы пришли 34,3 %, по сравнению с 38 % в 2004 году. |

### Политические партии
- Европейская народная партия
- Партия европейских социалистов
- Альянс либералов и демократов за Европу
- Европейская демократическая партия
- Европейская партия зелёных
- Европейский свободный альянс
- Альянс европейских консерваторов и реформистов
- Европейские левые
- Северный альянс зелёных и левых
- Альянс европейских национальных движений
- Европейские демократы
- Евронат